# Stein River
Der Stein River ist ein rechter Nebenfluss des Fraser River in der kanadischen Provinz British Columbia.

## Name
Der Name leitet sich vom Nlaka'pamux-Wort Stagyn ab, was „versteckter Ort“ bedeutet und sich auf die Tatsache bezieht, dass die Größe und Ausdehnung des Tals des Stein River durch den Zusammenfluss des Flusses mit dem Fraser nicht sehr auffällig ist.

## Natur
Es ist eines von nur zwei nicht abgeholzten Wassereinzugsgebieten mit einer Fläche von mehr als 50 km südlich von Prince George.

## Verlauf
Der Stein River verläuft in den Lillooet Ranges im Osten der Coast Mountains. Der Stein River und seine Nebenflüsse befinden sich im Stein Valley Nlaka'pamux Heritage Park. Der Fluss entspringt im abgelegenen etwa 1830 m hoch gelegenen Tundra Lake. Der Stein River fließt anfangs in ostnordöstlicher Richtung. Er passiert den Stein Lake und nimmt den North Stein River von links auf. Anschließend wendet sich der Stein River 16 km nach Nordosten, danach 10 km nach Osten. Im Unterlauf durchschneidet der Fluss das Gebirge in einer schmalen Schlucht. Er fließt 8 km in Richtung Ostsüdost und schließlich 6 km nach Osten, bevor er nördlich von Lytton auf den Fraser River trifft.

## North Stein River
Der North Stein River ist ein 16,5 km langer linker Nebenfluss des Stein River. Er wird von einem Gletscher am Nordhang des Storm Peak gespeist. Der North Stein River fließt von dessen Gletscherrandsee anfangs nach Osten und kurz darauf nach Norden. Nach 2 km Fließstrecke erreicht er ein breiteres Gebirgstal. Dieses durchfließt er, anfangs etwa 2 km in Richtung Ostnordost, anschließend wendet sich der Fluss allmählich nach Südosten und schließlich nach Süden. 2,6 km oberhalb seiner Mündung in den Stein River trifft ein größerer namenloser Nebenfluss von Westen kommend auf den North Stein River. Die Mündung des North Stein River befindet sich auf einer Höhe von etwa 1000 m, etwa einen Kilometer ostnordöstlich des Stein Lake.